# Brandon Rogers (Eishockeyspieler)
Brandon Thomas Rogers (* 27. Februar 1982 in Rochester, New Hampshire) ist ein ehemaliger US-amerikanisch-deutscher Eishockeyspieler, der im Verlauf seiner aktiven Karriere zwischen 2001 und 2013 über 370 Spiele in der American Hockey League (AHL) auf der Position des Verteidigers bestritten hat. Darüber hinaus verbrachte Rogers eine Spielzeit bei den Iserlohn Roosters in der Deutschen Eishockey Liga (DEL).

## Karriere
Brandon Rogers machte 2001 seinen Abschluss an der Hotchkiss School. Aufgrund guter Leistungen in der Eishockeymannschaft seiner High School wurde er beim NHL Entry Draft 2001 in der vierten Runde an 118. Stelle von den Mighty Ducks of Anaheim aus der National Hockey League (NHL) ausgewählt. Rogers war damit einer von sieben Spielern, die 2001 direkt von der Highschool gedraftet wurden. Anschließend begann er ein Studium an der University of Michigan und spielte für das dortige Eishockeyteam Michigan Wolverines im Spielbetrieb der Central Collegiate Hockey Association (CCHA). Am Ende der Saison 2001/02 erreichte Rogers mit seiner Mannschaft als Meister der CCHA das Frozen Four genannte Finalturnier der National Collegiate Athletic Association (NCAA), wo man aber im Halbfinale unterlag. Im nächsten Jahr konnte die Meisterschaft der CCHA verteidigt werden, im Halbfinale des Frozen Four unterlag die Mannschaft jedoch erneut. Rogers war punktbester Verteidiger seines Teams und wurde in das CCHA All-Tournament Team gewählt. In der Saison 2003/04 gehörte Rogers zum CCHA Second All-Star Team. In seinem letzten Jahr als Student wurde er zum dritten Mal Meister der CCHA und stand im CCHA All-Tournament Team. Wie im Vorjahr schied er mit seinem Team in der zweiten Runde der NCAA-Serie aus.
Im September 2005 nahm Rogers am Trainingslager der Calgary Flames aus der NHL teil. Diese schickten ihn für die Saison 2005/06 zum Farmteam Omaha Ak-Sar-Ben Knights in die American Hockey League (AHL). Nach 42 Spielen wechselte er im Februar 2006 zu den Norfolk Admirals. Für die Admirals spielte Rogers auch im folgenden Jahr und schied in der ersten Runde der Playoffs aus. Im August 2007 unterschrieb er einen Jahresvertrag bei den Houston Aeros. Nach guten Leistungen in Houston unterschrieb er im Juli 2008 einen Zweijahresvertrag bei den Minnesota Wild aus der NHL. Rogers spielte jedoch weiterhin für die Aeros in der AHL und kam 2009 in den Playoffs bis ins Conference-Finale. Zudem war er Assistenzkapitän seiner Mannschaft und wurde von der AHL mit dem Yanick Dupré Memorial Award ausgezeichnet, der für besonderes Engagement in der Gesellschaft verliehen wird. In der Saison 2009/10 verschlechterten sich verletzungsbedingt Rogers’ Leistungen, so dass er kein neues Angebot der Minnesota Wild bekam. Auf Basis eines Probevertrags verblieb er jedoch zunächst in Houston und absolvierte noch eine Partie für die Aeros. Anfang November 2010 folgte ein weiteres Probeengagement – diesmal bei den Lake Erie Monsters. Nach sieben Spielen fiel Rogers aufgrund einer Gehirnerschütterung für unbestimmte Zeit aus und erhielt keinen Vertrag.
Nachdem er keine Beeinträchtigungen mehr verspürte, wechselte er im Februar 2011 zum HK Poprad in die slowakische Extraliga. Zur Saison 2011/12 unterschrieb Rogers erneut in Europa und schloss sich dem HC Bozen aus der italienischen Serie A1 an. Dort konnte er seine Leistungen wieder stabilisieren und wurde mit seiner Mannschaft Italienischer Meister. Im April 2012 unterzeichnete er einen Jahresvertrag bei den Iserlohn Roosters aus der Deutschen Eishockey Liga (DEL). In Iserlohn gehörte Rogers zu den wichtigsten Defensivspielern, so dass sein Vertrag noch während der Saison 2012/13 um ein Jahr verlängert wurde. Im Mai 2013 wurde dieser wieder aufgelöst, da Rogers seine Karriere beendete, um sich einer beruflichen Laufbahn außerhalb des Eishockeys zu widmen.

## Erfolge und Auszeichnungen
| - 2002 Mason-Cup-Gewinn mit der University of Michigan - 2003 Mason-Cup-Gewinn mit der University of Michigan - 2003 CCHA All-Tournament Team - 2004 CCHA Second All-Star Team | - 2005 Mason-Cup-Gewinn mit der University of Michigan - 2005 CCHA All-Tournament Team - 2009 Yanick Dupré Memorial Award - 2012 Italienischer Meister mit dem HC Bozen |

## Karrierestatistik
(Legende zur Spielerstatistik: Sp oder GP = absolvierte Spiele; T oder G = erzielte Tore; V oder A = erzielte Assists; Pkt oder Pts = erzielte Scorerpunkte; SM oder PIM = erhaltene Strafminuten; +/− = Plus/Minus-Bilanz; PP = erzielte Überzahltore; SH = erzielte Unterzahltore; GW = erzielte Siegtore; 1 Play-downs/Relegation; Kursiv: Statistik nicht vollständig)